# レオ・グレーツ
レオ・グレーツ（Leo Graetz、1856年9月26日 - 1941年11月12日）は、ドイツの物理学者。ブレスラウに生まれる。歴史家ハインリヒ・グレーツの息子。グレーツは、電磁エネルギーの伝搬を最初に調査した一人である。流体力学で用いられるグレーツ数や、交流を直流に変換するグレーツ結線（ダイオードブリッジ回路）などにその名を残す。ミュンヘンにて85歳で死去した。

## 出版物
- Die Elektrizität und ihre Anwendungen (Electricity and Its Applications), Stuttgart 1903 Digital 17th edition from 1914 by the University and State Library Düsseldorf
- Handbuch der Elektrizität und des Magnetismus (Handbook of Electricity and Magnetism) - 5 volumes, 1918, 1921, 1923, 1920, 1928
- Recent developments in atomic theory, 1922